# Лима, Роберт
Ро́берт Ли́ма Фонсе́ка (исп. Robert Lima Fonseca; 18 июня 1972, Мело — 17 июня 2021, Монтевидео) — уругвайский футболист, выступавший на позиции флангового защитника (латераля). Наиболее известен по выступлениям за «Пеньяроль», с которым в середине 1990-х годов выиграл пять чемпионатов Уругвая подряд.

## Биография

### Клубная карьера
Роберт Лима — воспитанник «Пеньяроля», в основном составе которого он дебютировал в 1993 году. С этого сезона по 1997 год включительно «ауринегрос» выиграли пять чемпионатов подряд — вторая «золотая пятилетка» случилась во второй раз в истории этого клуба. Кроме того, Лима вместе со своей командой выиграл две Лигильи, а в 1993 и 1994 годах доходил до финала Кубка КОНМЕБОЛ (в 1990-е годы это были единственные финалы международных турниров для уругвайских клубов). На молодёжном уровне в основном Лима играл центрального защитника, но после дебюта на взрослом уровне довольно быстро сменил позицию, став левым латералем.
В 1999 году уехал в Аргентину, где провёл два сезона за «Чакариту Хуниорс». В 2001 году играл за «Олимпию» (Тегусигальпа), с которой занял второе место в чемпионате Клаусуры. В 2002 году вернулся в «Пеньяроль», но вскоре вновь отправился за рубеж. Выступал в Китае за «Харбин Ланьгэ» и «Шанхай Хуэйчэн», а в промежутке между двумя пребываниями в Азии в 2004 году занял со «Спортинг Кристалом» второе место в чемпионате Перу. Последние три сезона в профессиональной карьере провёл на родине, выступая за «Ливерпуль», «Дурасно» и «Серро-Ларго».

### Карьера в сборной
В 1991 году Роберт Лима вместе с молодёжной сборной Уругвая занял третье место на чемпионате Южной Америки в своей возрастной категории. В том же году сыграл два матча на молодёжном чемпионате мира в Португалии, где Уругвай выступил неудачно, заняв последнее место в своей группе.
За основную сборную Уругвая Роберт Лима сыграл только в одном матче. 7 июля 1996 года в игре отборочного турнира к чемпионату мира 1998 года с Колумбией на стадионе «Метрополитано Роберто Мелендес» в Барранкилье уругвайская команда уступила со счётом 1:3. Лима вышел в стартовом составе, и на 54 минуте был заменён на Табаре Сильву.

### Тренерская карьера
Сразу же после завершения спортивной карьеры Роберт Лима начал работать помощником главного тренера в «Серро-Ларго». В 2011—2015 годах работал в молодёжных командах «Пеньяроля». Среди воспитанников Лимы — Факундо Пельистри, Агустин Давила и Кевин Мендес. В 2016—2017 годах работал помощником Густаво Матосаса в саудовском «Аль-Хиляле», парагвайском «Серро Портеньо» и аргентинском «Эстудиантесе». В 2019 году впервые самостоятельно возглавил футбольный клуб — работа в гондурасской «Хутикальпе» в итоге стала для Роберта Лимы последней в тренерский карьере.
17 июня 2021 года, за день до своего 49-летия, Роберт Лима принял участие в игре по мини-футболу со своими друзьями. Прямо на поле у него случился инфаркт, и все попытки спасти Лиму не увенчались успехом. Бывшая супруга Роберта, Вероника Санчес Лин, узнав о его смерти, попала в больницу и умерла на следующий день. У пары было двое детей — Джульета и Андрес.

## Титулы и достижения
- Чемпион Уругвая (5): 1993, 1994, 1995, 1996, 1997
- Победитель Лигильи (2): 1994, 1997
- Вице-чемпион Гондураса (1): Клаусура 2001
- Вице-чемпион Перу (1): 2004
- Финалист Кубка КОНМЕБОЛ (2): 1993, 1994
- Бронзовый призёр чемпионата Южной Америки среди молодёжи (1): 1991